# Những người xưng là Giê-su
Đây là danh sách chưa đầy đủ về những người nổi tiếng tự xưng, hoặc được xưng bởi những người tín đồ đi theo, theo cách nào đó là hóa thân hoặc nhập thể với Chúa Giê-su, hoặc sự tái lâm của Chúa Giê-su.

## Thế kỷ 18
- Ann Lee (1736–1784), người sáng lập và lãnh đạo của Shakers. Những người tin theo gọi bà là "Mẹ", tin rằng bà là hóa thân nữ của Chúa Giê-su ở Trái đất.[1]

## Thế kỷ 19

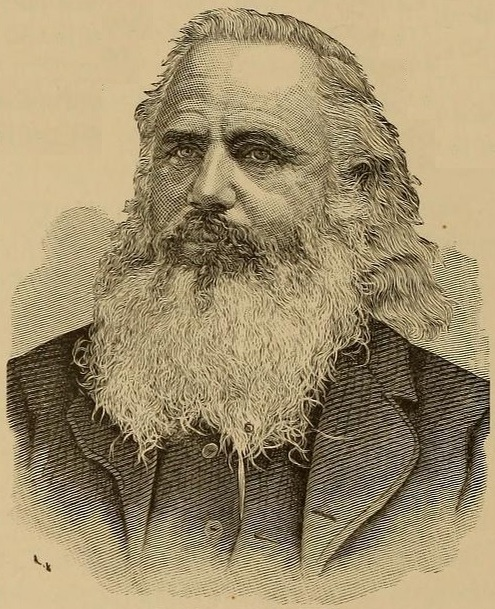
William W. Davies

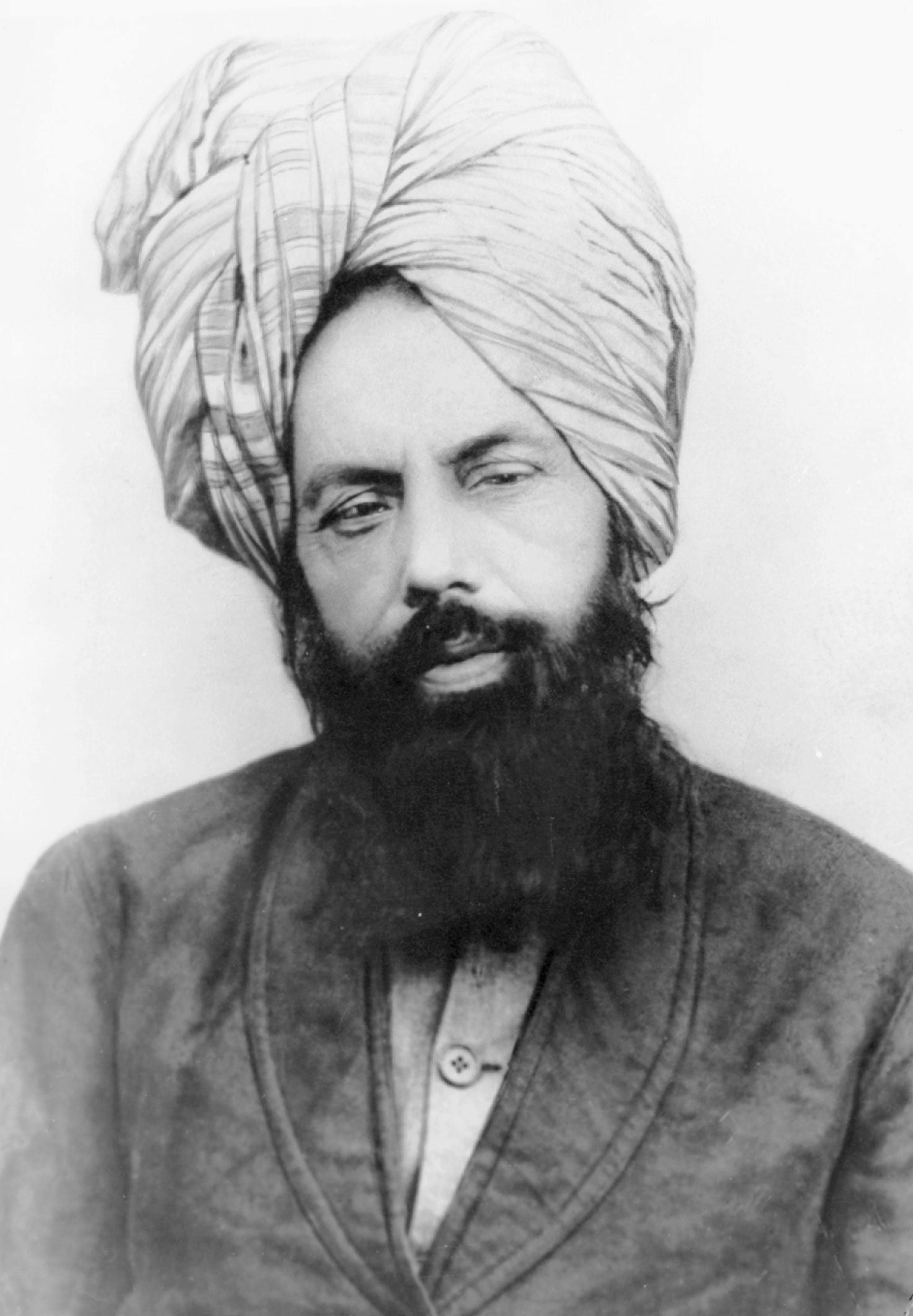
Mirza Ghulam Ahmad

- John Nichols Thom (1799-1838), một kẻ nổi loạn về thuế người Cornwall, tuyên bố là "vị cứu tinh của thế giới" và hóa thân của Chúa Giê-Su năm 1834. Ngày 31/5/1838 ông bị quân lính Anh giết tại trận Bossenden Wood, Kent, Anh quốc[2].
- Arnold Potter (1804-1872), nhà lãnh đạo của Giáo hội Thánh Hữu Ngày Sau; ông tuyên bố rằng linh hồn của Chúa Giê-su nhập vào cơ thể của mình và ông trở thành "Potter Christ", Con của Đức Chúa Trời. Ông đã chết trong khi cố gắng để "thăng thiên" bằng cách nhảy xuống một vách núi đá. Thân xác của ông sau đó đã được tìm thấy và chôn bởi những người tin theo ông[3].
- Jones Very (1813-1880), người Mỹ, là nhà văn, nhà thơ, người viết tiểu luận và là giáo viên tiếng Hy Lạp tại Harvard. Ông kết bạn với một số triết gia lớn theo chủ nghĩa kinh nghiệm người Mỹ và bị suy nhược thần kinh vào năm 1837. Sau đó ông tuyên bố đã trở thành hiện thân cho lần tái lâm của Chúa giê-su.
- Bahá'u'lláh (1817–1892), người theo Hồi giáo Shia, sau chuyển thành Bábism năm 1844,[4]. Ông tuyên bố đã ứng nghiệm lời tiên tri và trở thành Con Của Lời Hứa của ba tốn giáo lớn. Ông thành lập tôn giáo Bahá'í Faith năm 1863[5]. Tín đồ tôn giáo này tin rằng ông ứng nghiệm lời tiên tri về sự tái lâm của Chúa Giê-su, lời tiên tri của Phật Di Lặc, cũng như những lời tiên tri tôn giáo khác. Họ thường so sánh sự ứng nghiệm những lời tiên tri Cơ Đốc với việc Chúa Jesus ứng nghiệm lời tiên tri Do Thái[6].
- William W. Davies (1833–1906), lãnh đạo một nhánh của Giáo hội Thánh Hữu Ngày Sau, còn gọi là Thiên Quốc ở Walla Walla, bang Washington từ năm 1867 tới nam 1881. Ông dạy các tín đồ của mình rằng ông là thiên sứ Michael, người từng sống như Adam, Abraham, và David được miêu tả trong Kinh Thánh. Khi con trai đầu Arthur sinh ra vào ngày 11/2/1868, Davies tuyên bố rằng đứa trẻ là Jesus Christ đầu thai[7][8]. Khi con trai thứ hai David sinh ra năm 1869, ông tuyên bố mình là Thiên Chúa Cha[7].
- Mirza Ghulam Ahmad (1835-1908) người Qadian, Ấn Độ, tuyên bố mình là Mahdi đang được chờ đợi đến lần thứ hai, cũng như Chúa Giêsu, vị Messiah ứng nghiệm lời hứa khi đến ngày tận thế. Ông tuyên bố mình là Chúa Giêsu theo nghĩa ẩn dụ. Ông sáng lập phong trào Ahmadiyya vào năm 1889, cho rằng đây là sự hồi sinh của đạo Hồi và được Thiên chúa cho phép giáo huấn lại loài người.

## Thế kỷ 20
- John Hugh Smyth-Pigott (1852-1927). Những năm 1890, Smyth-Pigott bắt đầu các cuộc họp của cộng đồng Agapenomite và tuyển 50 người phụ nữ trẻ để bổ sung cho dân số già. Ông lấy Ruth Anne Preece làm vợ hai và có ba người con tên Glory, Power và Hallelujah[9]. Đến năm 1902, danh tiếng của ông đã lan rộng đến Ấn Độ, nơi Mirza Ghulam Ahmad cảnh báo những giáo lý sai lầm và dự đoán kết thúc đau khổ của ông. Ngôi nhà có thể của Smyth-Pigott ở rừng St John's đã được John Betjeman viếng thăm trong bộ phim Metro-land của ông. Nó được xây dựng theo phong cách tân Gotha. Hiện tại, ngôi nhà thuộc về người dẫn chương trình truyền hình Vanessa Feltz và trước đó là nhà của Charles Saatchi[10]. Smyth-Pigott qua đời vào năm 1927 và giáo phái dần dần suy yếu cho đến khi thành viên cuối, chị gái Ruth, qua đời năm 1956[11]. Đám tang của bà là lần duy nhất khi người ngoài được nhập vào nhà nguyện[12].

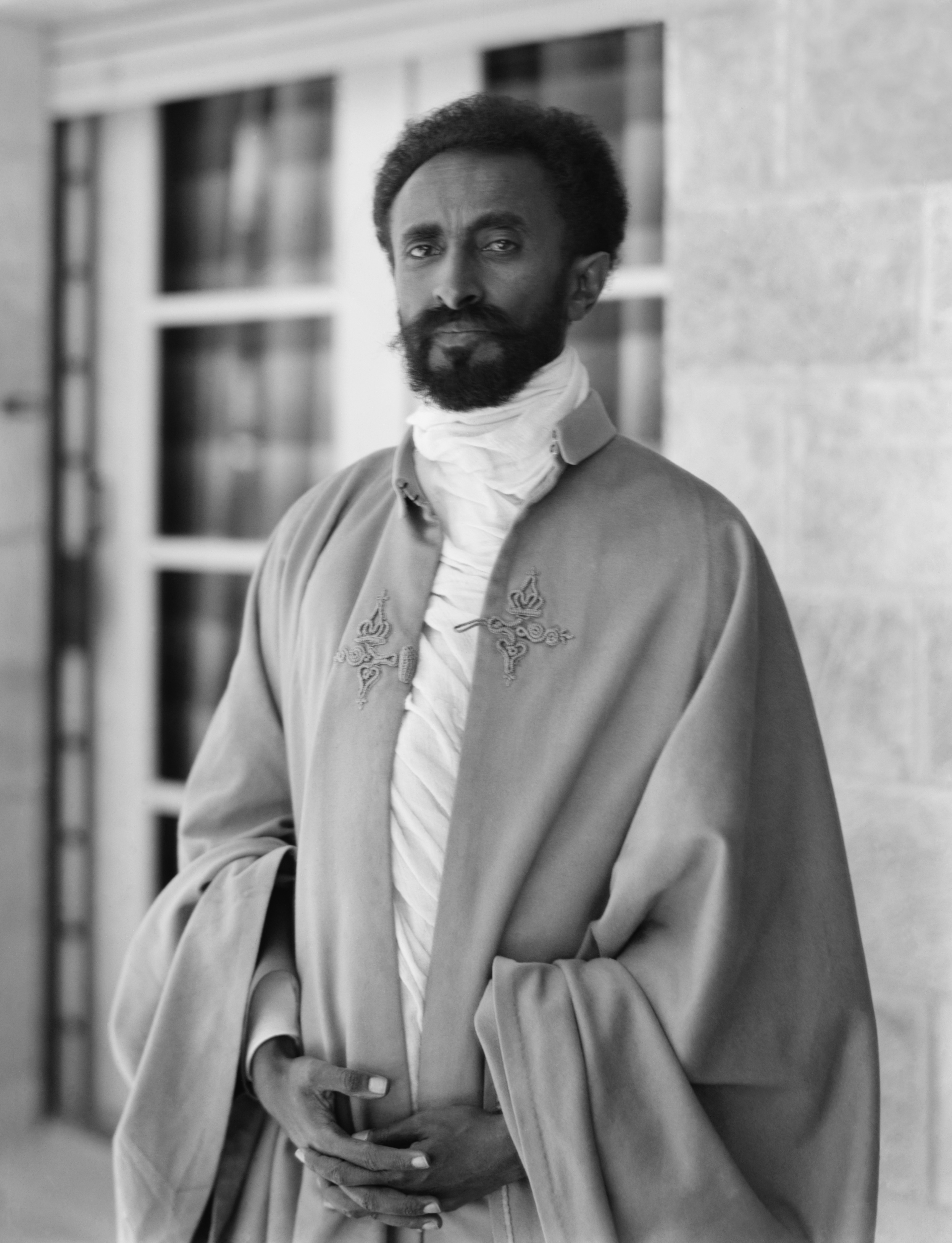
Haile Selassie I

- Haile Selassie I (1892-1975) dù ban đầu không tuyên bố hay tán thành ý tưởng ông là Chúa Giê-su, nhưng phong trào Rastafari xuất hiện ở Jamaica trong những năm 1930 tin rằng ông là Chúa tái lâm. Sau đó ông thuận theo điều này khi trở thành Hoàng đế của Ethiopia vào năm 1930, khẳng định là Đấng Mết-si-a trong sách Khải huyền 5:5 Tân Ước, người được tiên tri sẽ trở lại lần thứ hai để bắt đầu ngày phán xét. Ông cũng được gọi là Jah Ras Tafari, và được các thành viên phong trào Rastafari coi rằng còn sống[13].
- Lou de Palingboer (1898-1968), người sáng lập và lãnh đạo một phong trào tôn giáo mới ở Hà Lan, người đã tuyên bố là "thân thể phục sinh của Chúa Giê-su Ky Tô".
- Ernest Norman (1904–1971), kỷ sư điện tử người Mỹ, sáng lập Unarius Academy of Science in 1954, tự cho Chúa Giê-su là một kiếp trước của mình, và rằng kiếp liền trước của ông là ngôn sứ Raphael[14]. Ông cũng tuyên bố mình là đầu thai của những nhân vật nổi tiếng khác như Khổng tử, Mona Lisa, Benjamin Franklin, Socrates, Nữ hoàng Elizabeth I, và Peter Đại đế[15].

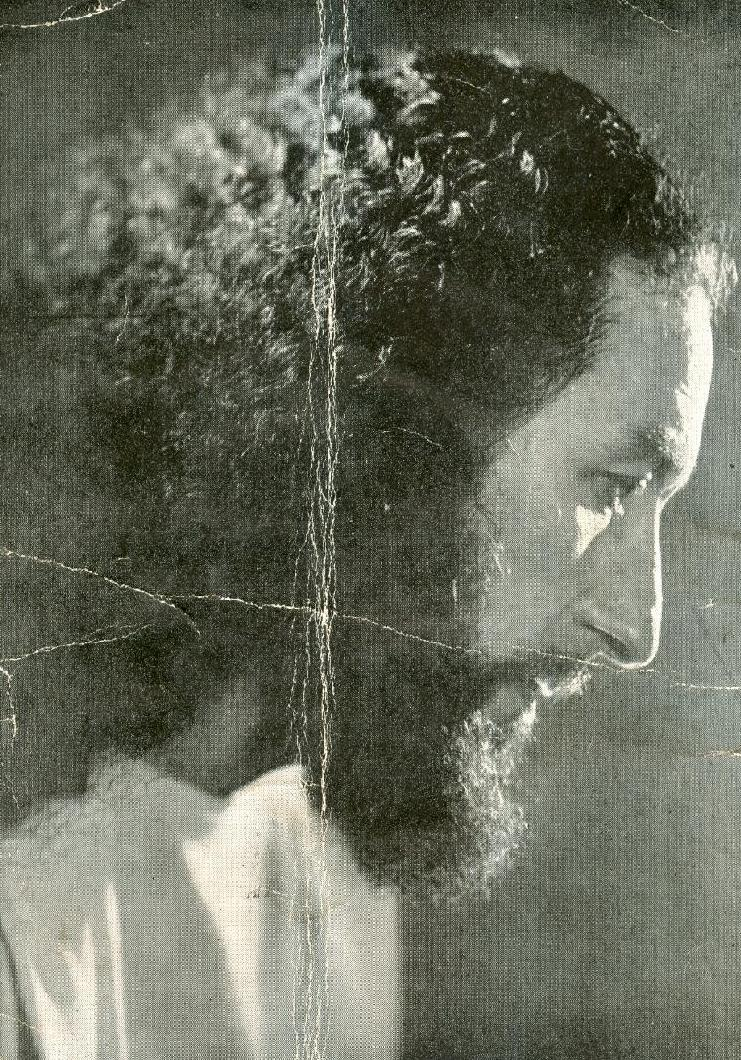
Krishna Venta

- Krishna Venta (1911–1958), San Francisco, tên khai sinh là Francis Herman Pencovic, đã thành lập nhóm cuồng giáo (cult) WKFL (Wisdom, Knowledge, Faith and Love) Fountain of the World ở Thung lũng Simi, California vào cuối những năm 1940. Năm 1948, ông tuyên bố rằng mình là Đấng Christ, Đấng Mêsia mới và tuyên bố đã dẫn một đoàn tàu tên lửa xuống trái đất từ hành tinh đã bị tuyệt chủng Neophrates. Ông qua đời vào ngày 10/12/1958 sau vụ đánh bom tự sát của hai cựu môn đồ bất mãn, những người đã buộc tội Venta về lạm dụng tài chính của nhóm cuồng giáo và đã thân mật với vợ của họ.
- Ahn Sahng-hong (1918–1985), Hàn Quốc, người thành lập Hội Thánh của Đức Chúa Trời Nhân Chứng Jesus năm 1964. Sau khi ông chết năm 1985, một nhóm tín đồ cùng Jang Gil-jah tách ra, thành lập Hội Thánh của Đức Chúa Trời Hiệp hội Truyền giáo Tin Lành Thế giới. Mặc dù ông chưa bao giờ tuyên bố mình là Chúa Giê-su tái lâm, hội thánh dạy những tín đồ rằng ông là Đức Chúa Trời Cha và Jang Gil-jah là Đức Chúa Trời Mẹ và liên tiếp đưa ra những dự đoán sai về ngày tận thế[16]. Những giáo lý này bị chỉ trích gay gắt và hội thánh được xem là một thể loại cuồng giáo[17][18].

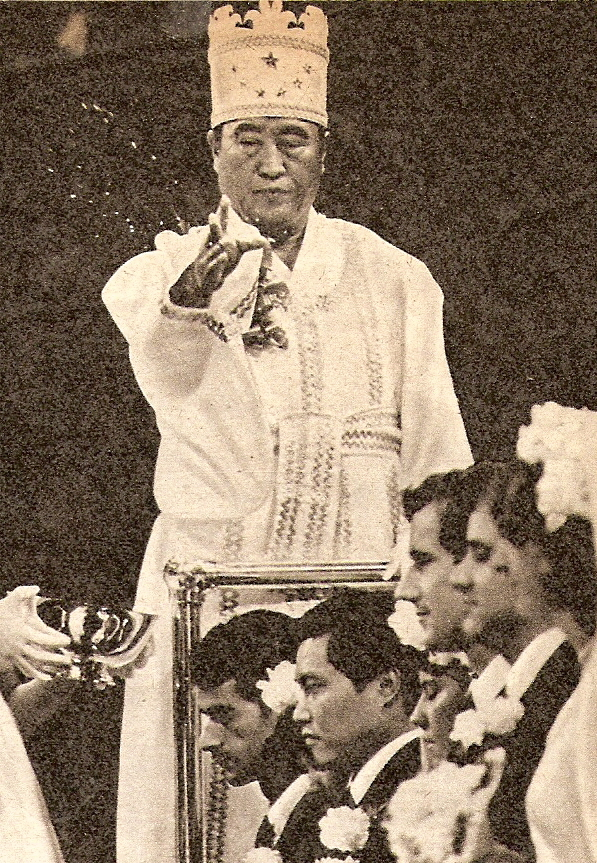
Sun Myung Moon

- Sun Myung Moon (1920–2012), người thành lập Hội thánh Thống Nhất và được các tín đồ tin là Đấng Mết-si-a và là hiện thân tái lâm của Chúa Giê-su, hoàn thành sứ mạng chưa hoàn thành của Thiên Chúa. Họ coi Sun Myung Moon và vợ Hak Ja Han là Cha Mẹ Đích Thực của loài người, giống như như Adam và Eva[19][20].
- Jim Jones (1931–1978), người sáng lập Peoples Temple, bắt đầu như là một nhánh của đạo Tin Lành chính thống trước khi trở thành một nhóm cuồng giáo nhân cách theo thời gian. Trong những năm 1970, ông tuyên bố là hóa thân của Chúa Giêsu, Akhenaten, Đức Phật, Vladimir Lenin, và Father Divine[21]. Ông đã tổ chức một vụ giết người hàng loạt giết người tại Jonestown, Guyana vào ngày 18/11/1978[22], và sau đó tự sát.
- Marshall Applewhite (1931–1997), người Mỹ, đã đăng một thông báo Usenet và tuyên bố "Tôi, Chúa Giê-su, Con của Thiên Chúa - thừa nhận vào ngày 25/9/1995...[23]" Applewhite và nhóm tôn giáo Heaven's Gate của ông đã tự sát hàng loạt vào ngày 26/3/1997, hy vọng hội ngộ với tàu vũ trụ mà họ nghĩ ẩn sau sao chổi Hale-Boop[24].
- Yahweh ben Yahweh (1935–2007), tên thật là Hulon Mitchell, Jr., một người da đen theo chủ nghĩa dân tộc và hoạt động ly khai, lập ra quốc gia của Yahweh năm 1979 tại thành phố Liberty, Florida. Ông tự tuyên bố tên mình có nghĩa là "Thiên Chúa, Con Thiên Chúa". Dù ông chỉ coi mình là "Con của Chúa" chứ không phải là Thiên Chúa, nhưng những tín đồ cho rằng rằng anh ta là Thiên Chúa nhập thể[25][26]. Năm 1992, ông bị kết tội âm mưu giết người và bị kết án 18 năm tù giam[27].
- Laszlo Toth (1938–2012), một người gốc Hungary sinh ra tại Australian, tuyên bố mình là Chúa Giê-su khi phá hủy Michelangelo's Pietà bằng một chiếc búa địa chất vào năm 1972[28][29].
- Wayne Bent (1941–), còn được gọi là Michael Travesser của Nhà Thờ Chúa chính Trực của Chúng Ta. Ông tuyên bố: "Tôi là hiện thân của Thiên Chúa, tôi là sự hợp thể của thần tính và xác thịt con người"[30]. Ông đã bị kết tội vào ngày 15/12/2008 do tội danh liên hệ tình dục và hai tội danh phạm pháp với trẻ vị thành niên[31].
- Ariffin Mohammed (1943–2016), còn được gọi là "Ayah Pin", người sáng lập ra Sky Kingdom bị cấm ở Malaysia vào năm 1975. Ông tuyên bố có liên hệ trực tiếp với Thiên Đường và được các tín đồ tin là hóa thân của Chúa Giê-su, cũng như thần Shiva, Phật Tổ hay Muhammad[32].
- Mitsuo Matayoshi (1944–2018), một chính trị gia bảo thủ Nhật Bản, thành lập Đảng Cộng đồng Kinh tế Thế giới năm 1997 dựa trên niềm tin rằng ông là Thiên Chúa và Chúa Giê-su, đổi tên mình là Iesu Matayoshi. Theo kế hoạch của mình, ông sẽ làm việc Phán quyết cuối cùng như Chúa Giê-su nhưng trong hệ thống chính trị hiện thời[33][34].
- José Luis de Jesús Miranda (1946–2013), người sáng lập Puerto Rico, đứng đầu và là lãnh đạo tổ chức Growing in Grace có trụ sở tại Miami, Florida. Năm 2007, ông tuyên bố rằng Chúa Giê-su phục sinh đã "tích hợp với thân xác tôi"[35].
- Inri Cristo (1948–), một người Brazil tuyên bố sẽ trở thành Chúa Giê-su tái sinh lần thứ hai được tái sinh vào năm 1969[36]. Thủ đổ Brasília được ông và các tín đồ gọi là New Jerusalem của Apocalypse.
- Thomas Harrison Provenzano[37] (1949–2000), một người Mỹ có thể bị bệnh tâm thần và bị kết án giết người Mỹ. Ông so sánh việc hành quyết mình với việc bị đóng đinh của Chúa Giê-su[38].
- Shoko Asahara (1955–2018), người thành lập giáo phái gây tranh cãi Aum Shinrikyo của Nhật Bản vào năm 1984. Ông tuyên bố mình là Đấng Giê-su, đạo sư duy nhất của Nhật Bản và là Chiên Con của Thượng đế. Sứ mệnh của ông là tự nhận lấy tội lỗi của thế giới. Ông nêu ra một lời tiên tri về ngày tận thế, trong đó có Chiến tranh thế giới thứ ba, và mô tả một cuộc xung đột cuối cùng này xảy ra ở Armageddon, trích dẫn khái niệm trong sách Khải huyền 16:16[39]. Mọi người sẽ bị tiêu diệt nếu không tham gia giáo phái Aum Shinrikyo[39]. Giáo phái này đã có gây thu hút của quốc tế khi thực hiện cuộc tấn công khí Sarin trên tàu điện ngầm ở Tokyo ngày 20/3/1995. vào ngày 20 tháng 3 năm 1995. Ông đã bị kết án tử hình vào ngày 6/7/2018 ở Tokyo.
- David Koresh (1959–1993), tên thật là Vernon Wayne Howell, lãnh đạo của một phái của giáo phái Branch Davidian ở Waco, Texas. Mặc dù không bao giờ trực tiếp nói mình là chính Giê-su, năm 1983 ông tuyên bố mình là vị tiên tri cuối cùng và là "Con Thiên Chúa, Chiên Con". Năm 1993, một cuộc tấn công của U.S. BATF, và sau đó là cuộc bao vây của FBI đã kết thúc với việc trang trại Branch Davidian bị thiêu trụi. Sau đám cháy, xác cháy của Koresh, 54 người lớn và 21 trẻ em đã được tìm thấy[40].
- Hogen Fukunaga (1945–) người thành lập Hho No Hana Sanpogyo, thường được gọi là "foot reading cult", ở Nhật năm 1987. Sau một sự kiên linh thiêng, ông tuyên bố là hiện thân của Chúa Giê-su tái lâm và Phật Tổ[41].
- Marina Tsvigun (1960–), hay Maria Devi Christos, lãnh đạo của Great White Brotherhood[42]. Năm 1990, bà gặp Yuri Krivonogov, người sáng lập tổ chức Great White Brotherhood, người công nhận Marina là một vị thần mới và sau đó kết hôn với bà, xem bà là Gioan Baotixita của giáo phái, dưới quyền của Tsvigun.
- Sergey Torop (1961–), người Nga, tuyên bố "tái sinh" như Vissarion hay Chúa Giê Su Ky Tô, điều khiến ông không phải là "Thiên Chúa" mà là "Lời của Thiên Chúa". Ông thành lập Church of the Last Testament và cộng đồng linh thiêng Ecopolis Tiberkul ở Nam Siberia năm 1990.[43]

## Thế kỷ 21

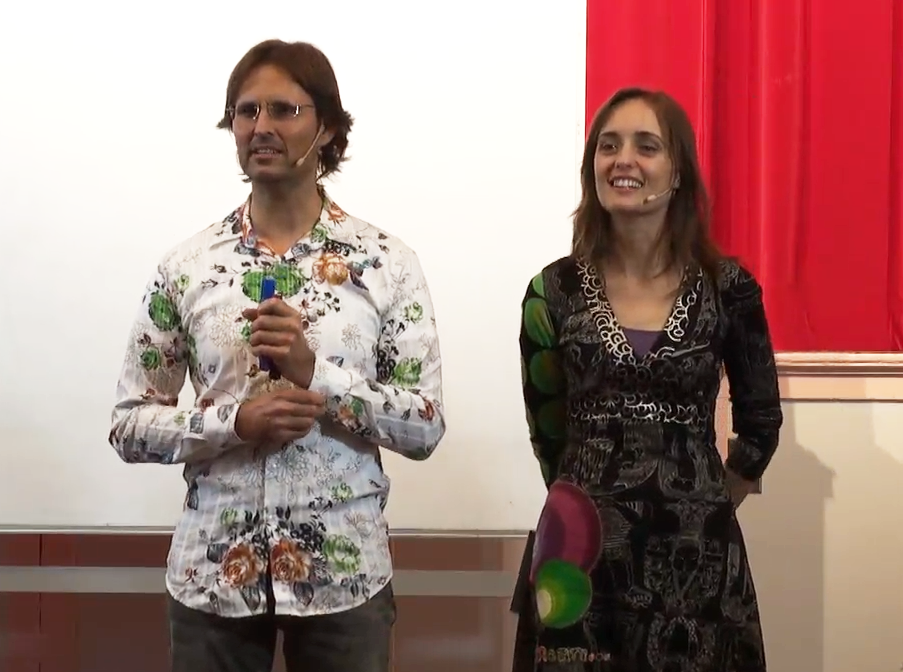
Alan John Miller (bên trái)

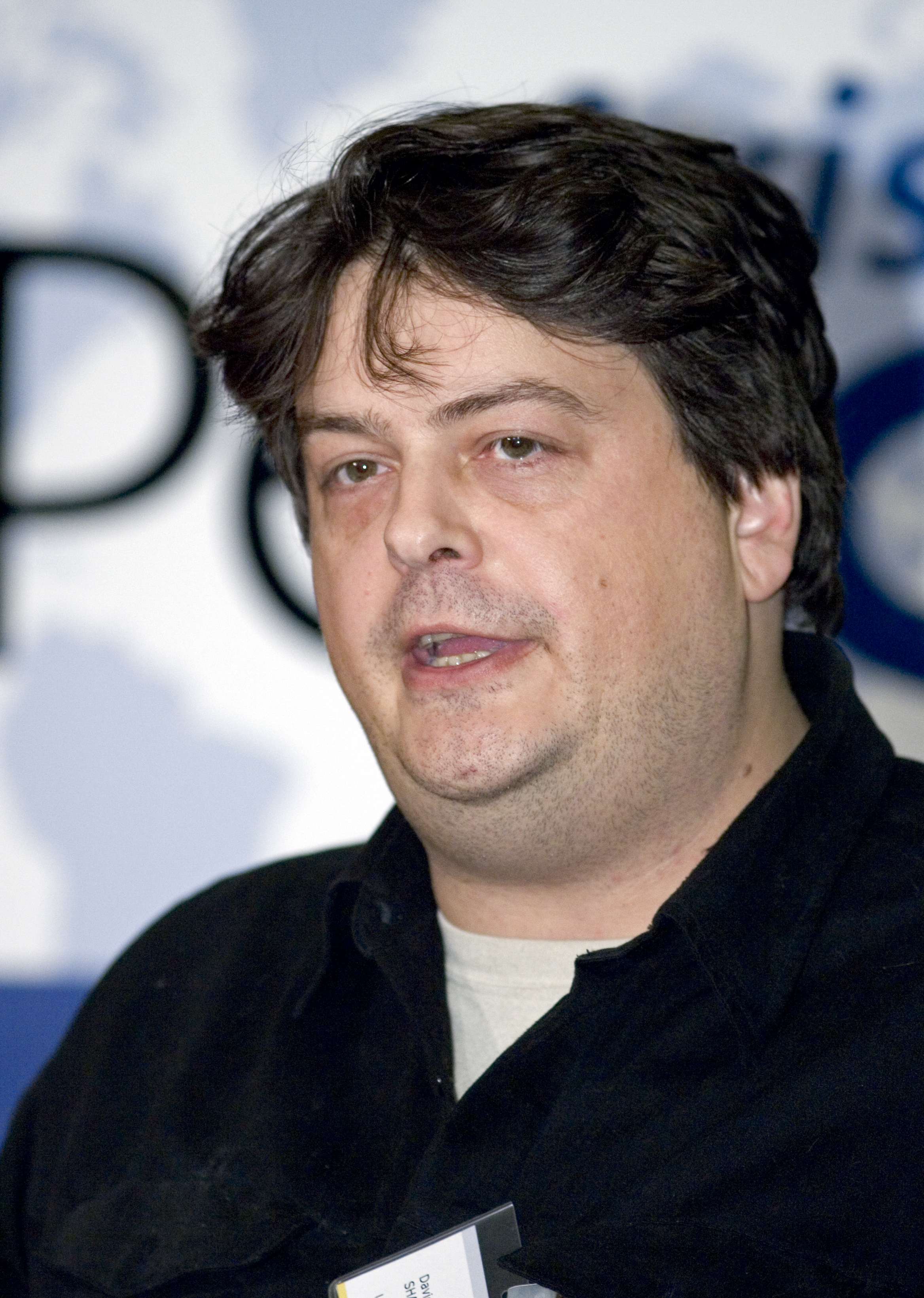
David Shayler

- Apollo Quiboloy (1950–) là người sáng lập và lãnh đạo của một nhà thờ Restorationist ở Philipin, Vương quốc của Chúa Jêsus Christ, tập đoàn The Name Above Every Name. Ông tuyên bố rằng ông là "Con được chỉ định của Thiên Chúa"[44].
- Alan John Miller (1962–), tên thường gọi là A.J. Miller, một tín đồ lâu năm của Nhân Chứng Jehovah và hiện là lãnh đạo của phong trào Chân lL Thần Thánh cơ sở tại Australia[45]. Miller tuyên bố là Chúa Giê-su Kitô tái sinh với những người khác trong thế kỷ 20 để truyền bá những thông điệp mà ông gọi là "Chân lý thần thánh". Ông đưa ra những thông điệp này trong các cuộc hội thảo và các hình thức truyền thông khác nhau cùng với người bạn đời hiện tại là Mary Suzanne Luck, người tự nhận mình là Mary Magdalene[46].
- David Shayler (1965–) một cựu điệp viên MI5, tuyên bố mình là Đấng Mết-si-a vào mùa hè năm 2007. Ông đã phát hành một loạt video trên YouTube, tuyên bố là Chúa Jêsus, mặc dù sau đó không tạo ra bất kỳ điều nào đáng chú ý[47][48][49].
- Maurice Clemmons (1972–2009) một tội phạm người Mỹ chịu trách nhiệm về vụ giết bốn cảnh sát năm 2009 tại tiểu bang Washington, đã gọi mình với tư cách là Chúa Giê-su[50].
- Oscar Ramiro Ortega-Hernandez (1990–). Vào tháng 11 năm 2011, ông đã bắn chín phát súng bằng một khẩu súng trường bán tự động Rumani Cugir SA vào Nhà Trắng ở Washington DC, tin rằng mình là Chúa Giêsu Kitô được sai xuống để sát hại Tổng thống Hoa Kỳ Barack Obama, người ông tin là chống lại Cơ Đốc giáo[51][52].